# الکساندر الکساندروف (بازیکن فوتبال، زاده ۱۹۹۴)
الکساندر الکساندروف (بلغاری: Александър Александров؛ زادهٔ ۲۸ مارس ۱۹۹۴) بازیکن فوتبال اهل بلغارستان است.
از باشگاه‌هایی که در آن بازی کرده‌است می‌توان به باشگاه فوتبال زسکا صوفیه اشاره کرد.